# Хахуташвили, Рехима Скендеровна
Рехима Скендеровна Хахуташвили (1925, село Легва, Кобулетский район, АССР Аджаристан, ССР Грузия — 17 июля 2002, село Легва, Кобулетский муниципалитет, Аджария, Грузия) — колхозница колхоза имени Микояна Кобулетского района, Аджарская АССР, Грузинская ССР. Герой Социалистического Труда (1949).

## Биография
Родилась в 1925 году в крестьянской семье в селе Легва Кобулетского района. После окончания местной начальной школы с 1939 года трудилась на чайной плантации в колхозе имени Микояна Кобулетского района.
В 1948 году собрала 6013 килограмма сортового чайного листа на площади 0,5 гектара. Указом Президиума Верховного Совета СССР от 29 августа 1948 года удостоена звания Героя Социалистического Труда за «получение высоких урожаев сортового зелёного чайного листа и цитрусовых плодов в 1948 году» с вручением ордена Ленина и золотой медали «Серп и Молот» (№ 4522).
Этим же указом званием Героя Социалистического Труда были награждены чаеводы колхоза имени Микояна колхозницы Хатидже Хасановна Гегидзе, Фериде Хусеиновна Катамадзе, Тунтул Юсуповна Такидзе, Хурие Юсуповна Такидзе и Эмина Мевлудовна Месхидзе.
После выхода на пенсию в 1985 году проживала в родном селе Легва. Скончалась в июле 2002 года.
Награды
- Герой Социалистического Труда
- Орден Ленина
- Орден Трудового Красного Знамени (01.09.1951)